# Казённо-Кужорский
Казённо-Кужорский (адыг. Казеннэ-Къужъыор) — хутор в Кошехабльском районе Республики Адыгея России. Входит в Натырбовское сельское поселение.

## Население
| 2002 | 2010 | 2013 | 2014 | 2015 | 2016 | 2017 |
| ---- | ---- | ---- | ---- | ---- | ---- | ---- |
| 908  | ↘808 | ↘803 | ↘793 | ↗801 | ↘796 | ↘788 |
| 2018 | 2019 | 2020 | 2021 | 2023 | 2024 |      |
| ↘774 | ↘767 | ↗780 | ↗787 | ↗819 | ↘810 |      |

По данным Всероссийской переписи населения 2021 года:
| Народ               | Численность, чел. | Доля от всего населения, % |
| ------------------- | ----------------- | -------------------------- |
| русские             | 668               | 84,88 %                    |
| адыги (черкесы)     | 52                | 6,61 %                     |
| армяне              | 44                | 5,59 %                     |
| другие / не указано | 23                | 2,92 %                     |
| всего               | 787               | 100,0 %                    |

## Улицы
- Гагарина,
- Крупской,
- Ленина,
- Некрасова,
- Полевая,
- Пушкина,
- Степная,
- Чапаева.